# Форт-Уэйнский филармонический оркестр
Форт-Уэйнский филармонический оркестр (англ. Fort Wayne Philharmonic Orchestra) — американский симфонический оркестр, базирующийся в Форт-Уэйне. Основан в 1944 году. Основные концертные площадки — Театр Эмбасси (после реконструкций 1970-х гг.) и сцена имени Ауэра в форт-уэйнском кампусе Университета Пердью.

## История
Первые попытки создать в городе симфонический оркестр относятся к середине 1920-х гг. Третья из них оказалась успешной, и в 1928 году Форт-Уэйнский городской симфонический оркестр (англ. Fort Wayne Civic Symphony Orchestra) дал свой первый концерт. Этот коллектив действовал на протяжении полутора десятилетий под руководством французского скрипача и музыкального педагога Гастона Фредерика Байе (фр. Bailhé; 1886—1971). Однако оркестрантов перестал устраивать уровень музыкального руководства, в результате чего к середине 1944 года оркестр распался.
Создание нового, более качественного оркестра было общественной инициативой, как и приглашение в качестве первого руководителя высокопрофессионального дирижёра Ханса Швигера. Уже в 1946 году успехам молодого музыкального коллектива была посвящена публикация журнала Time. В 1966 году динамично развивающийся оркестр получил грант в 250 тысяч долларов от Фонда Форда, к 1982 году в составе оркестра было 18 музыкантов в штате и ещё 60 с контрактной оплатой.
С оркестром связаны Форт-Уэйнский филармонический хор, камерный оркестр и основанный в 1956 году летний симфонический оркестр.
В 1999 году оркестр выпустил свою первую коммерческую запись: Шестую симфонию П. И. Чайковского и симфоническую поэму Рихарда Штрауса «Дон Жуан»; дирижировал Эдвард Чивжель.

## Руководители
- Ханс Швигер (1944—1948)
- Игорь Букетов (1948—1966)
- Джеймс Сэмпл (1967—1970)
- Томас Бриччетти (1970—1977)
- Роналд Ондрейка (1978—1993)
- Эдвард Чивжель (1993—2008)
- Хайме Ларедо (2008—2009, художественный консультант)
- Эндрю Константайн (с 2010 г.)